# ارتداد (دالة)

دالة ذاتية الانعكاس ، هي دالة عندما تطبق مرتين تعود بنا إلى نقطة الانطلاق.

في الرياضيات، الارتداد أو التضامن أو التطبيق الارتدادي أو التطبيق التضامني (بالإنجليزية: Involution)‏ أو الدالة الارتدادية (بالإنجليزية: involutory function)‏ هي دالة تساوي دالتها العكسية. رياضياً: الدالة {\displaystyle f} تُعدُّ ارتداديَّةً إذا وفقط إذا:
{\displaystyle f(f(x))=x}

## الخاصية الأساسية للعلاقة الالتفافية (أو الارتدادية) في الهندسة الوصفية
لمعرفة ما إذا كانت علاقة إسقاطية معينة التفافية، من الضروري، التحقق مما إذا كان كل زوج من العناصر المتقابلة يتكون من عناصر متقابلة بطريقة مزدوجة. وفي حالة القطوع المخروطية يمكن أن يقتصر التحقق على زوج واحد، بحكم النظرية التالية:
إذا نقطتين لشكلين متطابقين، يتقابلان بطريقة مزدوجة، فإن أي نقطتين آخرتين يتقابلان أيضا بطريقة مزدوجة.
مثلا معلوم رباعي A, B و C, D، وحيث تم تحديد بطريقة تحكمية نقطة X. مطلوب إنشاء نجمة ثمانية بحيث يكون بين رؤوسها علافة التفافية.

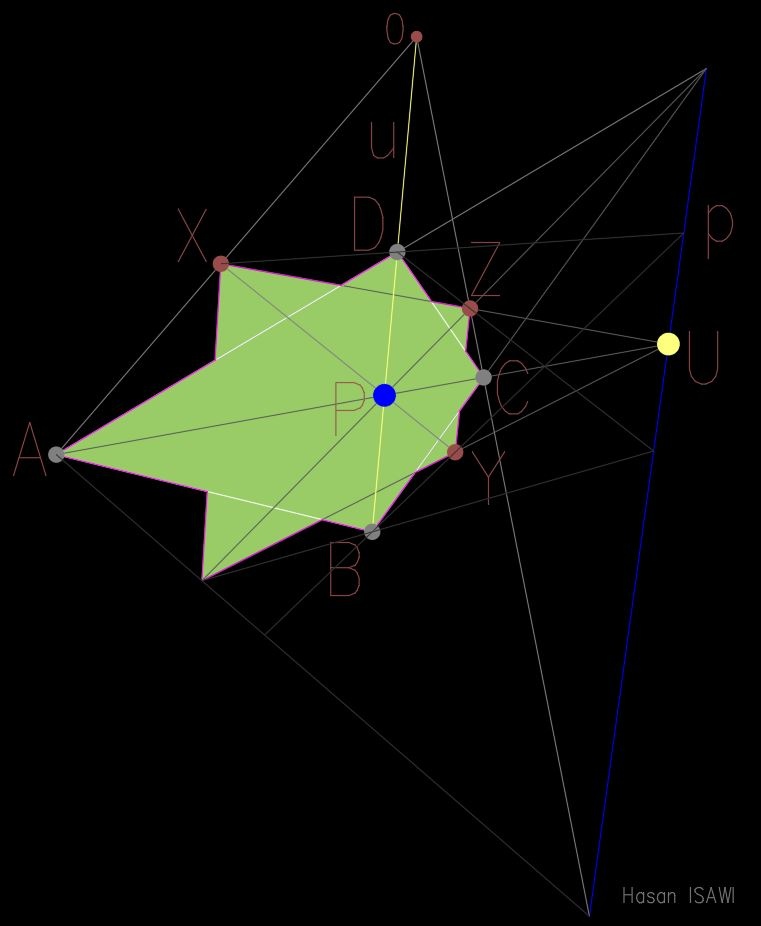
إنشاء نجمة ثمانية غير منتظمة باستخدام العلاقة الالتفافية

في هذه الحالة يكمن الحل في اعتماد اثنتين من العلاقات التقابلية الالتفافية: واحدة مركزها النقطة P ومحورها الخط p؛ والعلاقة الأخرى مركزها U ومحورها u.
علما بأن النقاط المتقابلة تكون مصطفة مع مركز التقابل والخطوط المتقابلة تلتقي على طول محور التقابل.

## معرض صور

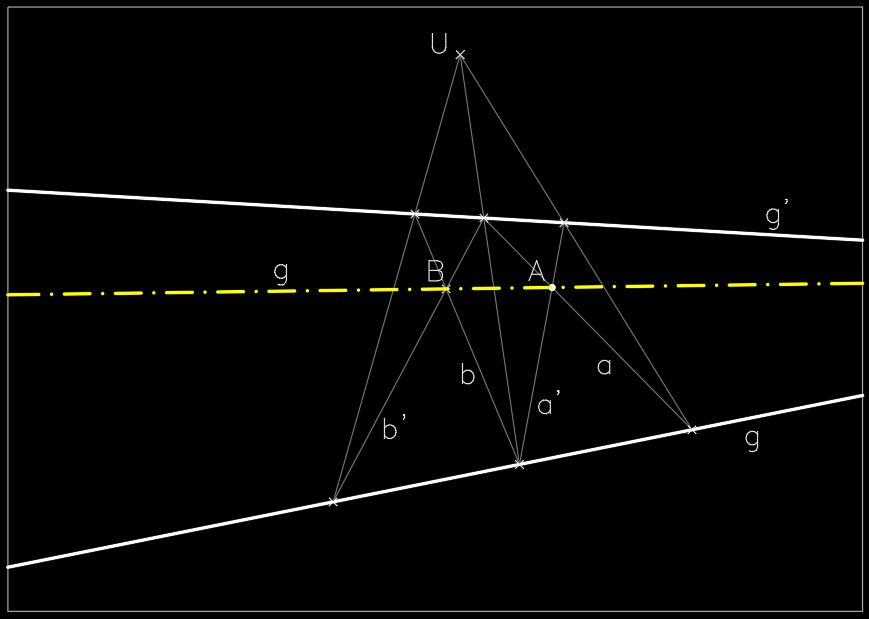
خط بنقطة بعيدة نسبيا
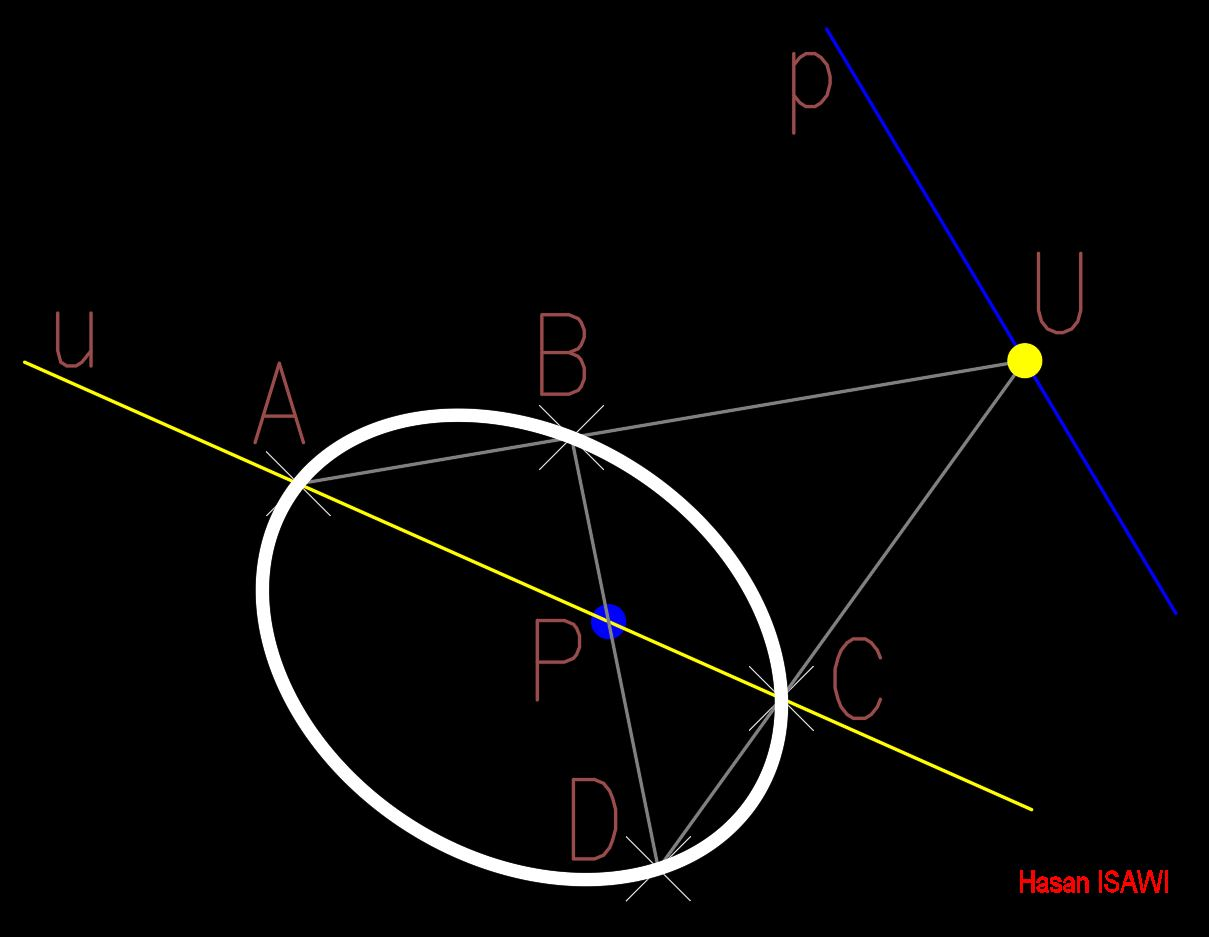
علاقة التفافية على قطع ناقص- Involution
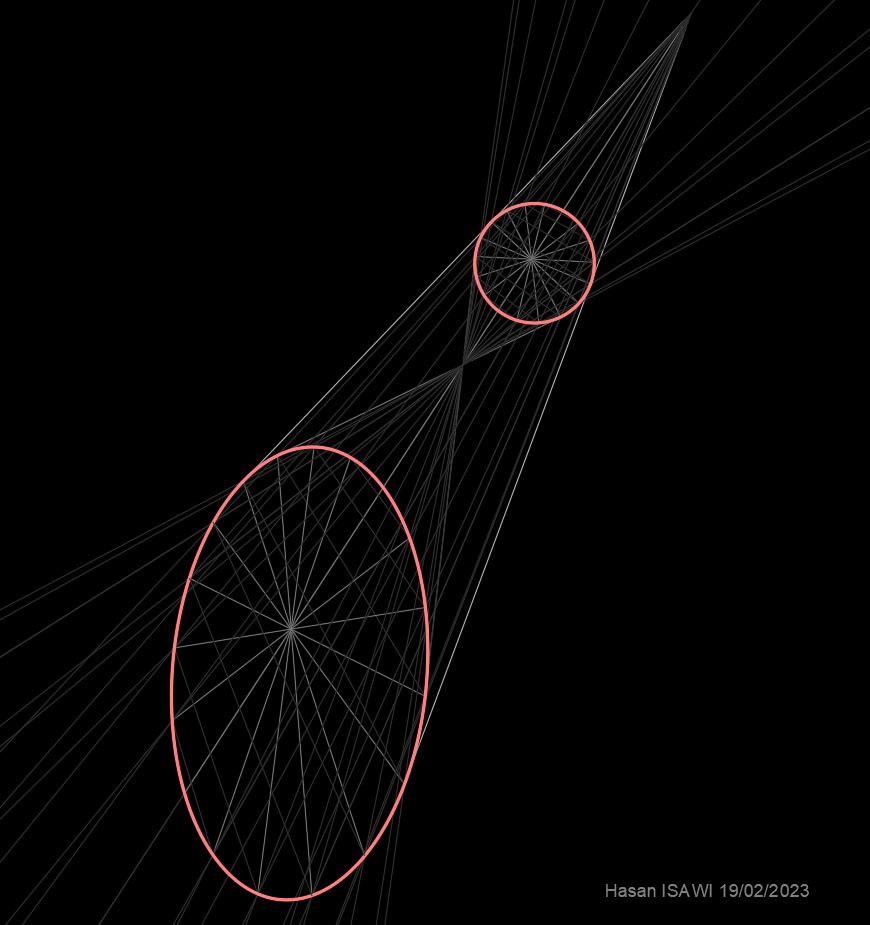
مقطع طولي يبين العلاقة الارتدادية بين سطحين من الدرجة الثانية (سطح ناقصي وكرة)